# Lucas Musculus
Lucas Musculus (* 16. Januar 1991 in Bergisch Gladbach) ist ein deutscher Fußballspieler.

## Karriere
Der erste Verein von Lucas Musculus war die heimische Fortuna Bensberg. Vom neunten bis zum vierzehnten Lebensjahr spielte er bei der 1. Jugend-Fußball-Schule Köln, bevor er sich 2005 dem 1. FC Köln anschloss. In den Jugendjahren entwickelte er sich zum erfolgreichen Mittelstürmer und schloss 2008 und 2009 die jeweilige Saison der Jugendbundesliga mit 11 Toren in 17 Spielen ab.
2009 nutzte er die Chance, von der A-Jugend direkt in den Profifußball zu wechseln und nahm den angebotenen Dreijahresvertrag des Zweitligisten TuS Koblenz an. Dort kam er in seiner ersten Saison bereits am 4. Spieltag zum Einsatz, als er am 28. August 2009 beim Stand von 0:2 gegen Energie Cottbus als zusätzlicher Stürmer für die Schlussviertelstunde eingewechselt wurde.
Am 24. August 2010 wurde der bis 2012 geltende Vertrag zwischen Koblenz und Musculus aufgelöst. Nach seiner Vertragsauflösung bei der TuS Koblenz spielte Musculus für eine Saison beim NRW-Ligisten TSV Germania Windeck. Nach finanziellen Schwierigkeiten des Vereins und dem Rückzug aus der Liga schloss sich der Angreifer im Sommer 2011 der U-23 des 1. FC Köln an.
Nach zwei Jahren bei den Geißböcken wechselte er 2013 innerhalb der Regionalliga West zum FC Viktoria Köln. Dort konnte er sich im Sturm nicht durchsetzen und kam auf lediglich sieben Einsätze. Darum wechselte er zur Saison 2014/15 zum Oberligisten SV Bergisch Gladbach 09. Bereits in der Winterpause löste er seinen Vertrag wieder auf und schloss sich im Januar 2015 dem Ligarivalen Bonner SC an. Mit den Bonnern stieg er nach der Spielzeit 2015/16 in die Regionalliga auf, Musculus hatte mit 14 Saisontoren dazu beigetragen.
Nach einer Saison in der Regionalliga West verließ Musculus jedoch die Bonner, um sich dem Ligakonkurrenten KFC Uerdingen 05 anzuschließen. Mit dem KFC wurde er 2018 Regionalligameister und stieg in die 3. Liga auf, Musculus erzielte dabei 18 Saisontore. In der Winterpause der Drittligasaison 2018/19 wurde der Vertrag des Stürmers, mit dem der KFC nicht mehr plante, aufgelöst und er ging erneut zu Viktoria Köln, wo er einen bis zum Saisonende gültigen Vertrag unterzeichnete. Mit Viktoria Köln wurde Musculus 2018/19 Meister der Regionalliga und stieg in die 3. Liga auf. Musculus kam jedoch nur zu fünf Einsätzen.
Zur Saison 2019/20 kehrte Musculus zum 1. FC Köln zurück und kommt in dessen Regionalligamannschaft zum Einsatz.

## Familie
Musculus ist der Neffe des ehemaligen deutschen Nationalspielers Stephan Engels und der Cousin des Fußballspielers Mario Engels.

## Erfolge
- Aufstieg in die 3. Liga 2018 mit dem KFC Uerdingen und 2019 mit Viktoria Köln